# کوتولگی زرد
کوتولگی زرد (نام علمی: Luteovirus) نام یک سرده از فرمانرو ویروس است.